# Nestorembia
Nestorembia – wymarły rodzaj owadów z rzędu nogoprządek i rodziny Alexarasniidae, obejmujący tylko jeden znany gatunek: Nestorembia novojilovi.
Rodzaj i gatunek typowy opisane zostały w 2015 przez Dimitrija Szczerbakowa. Opisu dokonano na podstawie dwóch skamieniałości pochodzących z piętra landu lub karnu w triasie, odnalezionych w okolicy wsi Madygen, na terenie kirgiskiego obwodu batkeńskiego. Nazwa rodzajowa jak i epitet gatunkowy nadano na cześć paleontologa Nestora Nowożiłowa.
Owad ten miał przednie skrzydło długości 12,4 mm, rozszerzone ku tyłowi, zabarwione z jasnym polem kostalnym. Żyłka radialna rozgałęziała się przed rozwidleniem pierwszej odnogi przedniej żyłki kubitalnej, a ta oraz tylna żyłka medialna rozwidlały się przed środkiem długości skrzydła. Tylna żyłka radialna i przednia żyłka medialna miały rozwidlenia w częściach końcowych. Tylne skrzydło miało 13,3 mm długości i tylną żyłkę radialną rozwidloną w ⅔ jego długości.